# James Kennedy (Politiker, 1853)

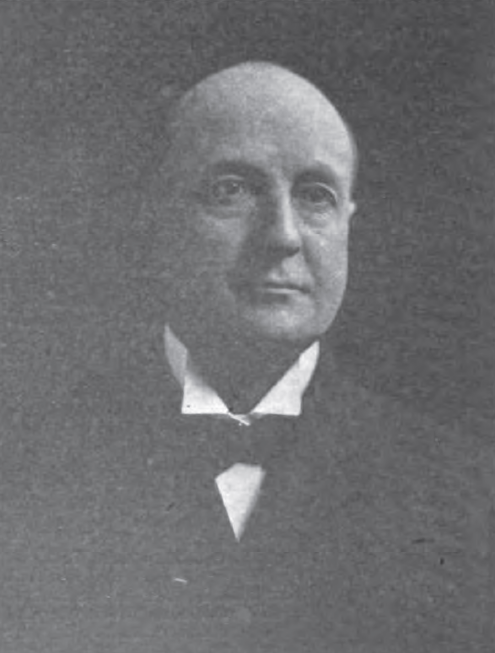
James Kennedy

James Kennedy (* 3. September 1853 in Lowelville, Mahoning County, Ohio; † 9. November 1928 in Youngstown, Ohio) war ein US-amerikanischer Politiker der Republikanischen Partei. Vom 4. März 1903 bis zum 3. März 1911 war er Mitglied des Repräsentantenhauses der Vereinigten Staaten für den 18. Kongressdistrikt des Bundesstaates Ohio.

## Leben
Kennedy wurde in Lowelville geboren. Dort besuchte er die Schule. Er besuchte dann das Westminster College in Pennsylvania, wo er sich auf sein Studium vorbereitete. 1879 schloss er das Jura-Studium ab. Im gleichen Jahr wurde er als Rechtsanwalt zugelassen. Er praktizierte fortan in Youngstown. Dort war er von 1886 bis 1888 Mitglied des Stadtrates. 
1902 wurde Kennedy dann als Vertreter des 18. Distrikts von Ohio ins US-Repräsentantenhaus gewählt. Die Wiederwahl gelang ihm dreimal. Er zog sich wieder ins Anwaltsgeschäft zurück. 1926 trat er dann nochmals zur Wahl im 18. Distrikt an, diesmal erfolglos für die Demokraten. 1928 starb Kennedy in Youngstown.